# 弗塞廷縣

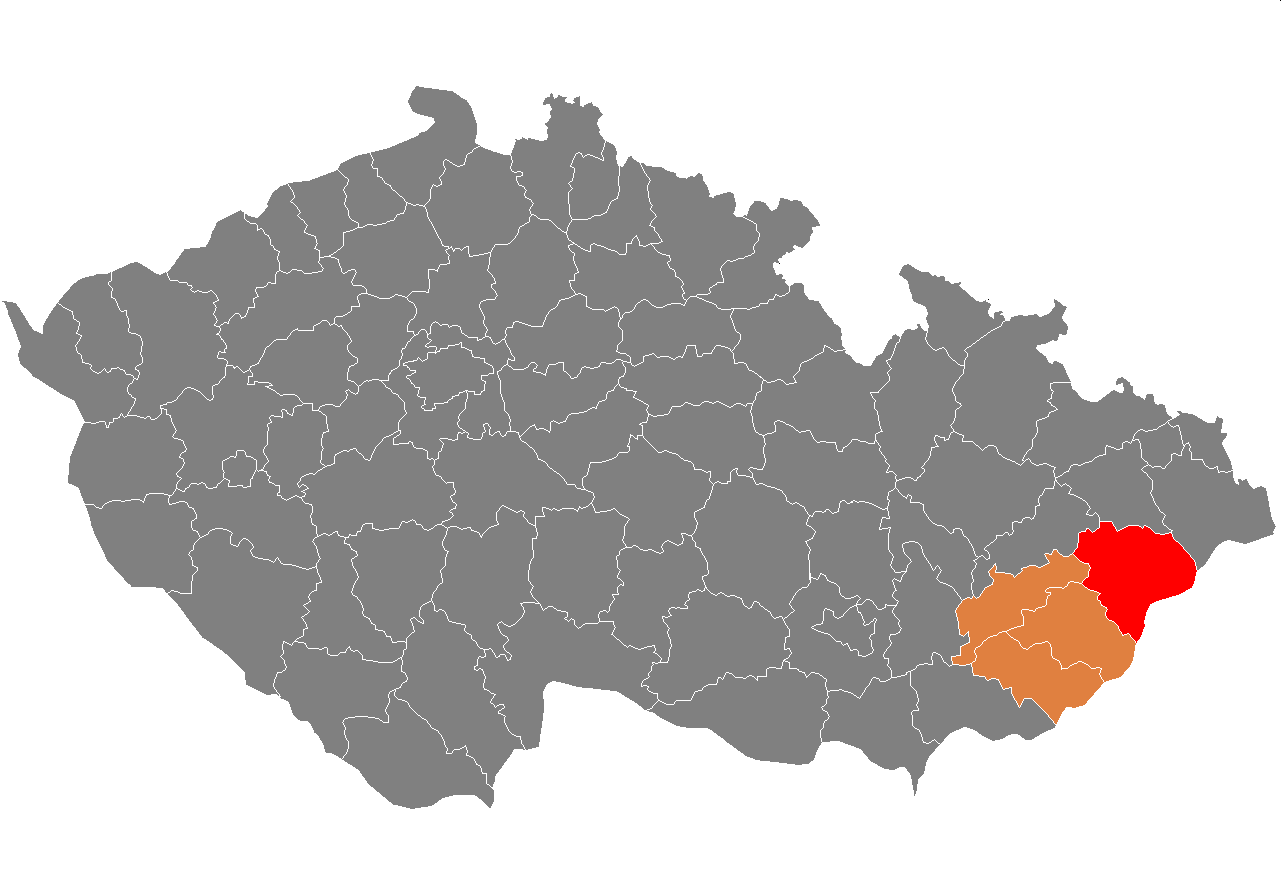

49°20′25″N 17°59′35″E / 49.34028°N 17.99306°E
弗塞廷縣（捷克語：Okres Vsetín）是捷克東部茲林州的縣份，位於該國，县治設於弗塞廷，面積1,143平方公里，2012年人口145,047，人口密度每平方公里127人。